# Камбон (Атлантска Лоара)
Камбон (фр. Campbon) насеље је и општина у западној Француској у региону Лоара, у департману Атлантска Лоара која припада префектури Сен Назер.
По подацима из 2011. године у општини је живело 3829 становника, а густина насељености је износила 76,86 становника/km². Општина се простире на површини од 49,82 km². Налази се на средњој надморској висини од 44 метара (максималној 80 m, а минималној 3 m).

## Демографија
| 1962. | 1968. | 1975. | 1982. | 1990. | 1999. | 2011. |
| ----- | ----- | ----- | ----- | ----- | ----- | ----- |
| 2.488 | 2.569 | 2.666 | 2.747 | 2.918 | 2.897 | 3.829 |